# Элла, Кен Арман
Арман Кен Элла (фр. Armand Ken Ella, род. 23 февраля 1993 года Дуала, Камерун) — камерунский футболист, полузащитник.

## Биография

### Клубная карьера
Играл за молодёжный состав испанской «Барселоны» но получив травму летом 2011 года вынужден был отлучится от футбола на долгое время. В конце августа 2012 года перешёл в ФК «Карпаты».
После перехода в «Карпаты» в основном выступал за дубль. 13 сентября 2013 года дебютировал за основной состав львовян выйдя на замену на 64 минуте вместо Вадима Страшкевича в победном матче против донецкого «Шахтёра».
25 сентября 2013 года дебютировал за львовян в матче 1/16 кубка Украины 2014 против «Севастополя». Отличился голом который в итоге принёс победу «Карпатам» которые прошли в 1/8 турнира.
В январе 2014 года на правах аренды перешёл в венгерский «Капошвар Ракоци» за который был заявлен до конца июня. 30 июня 2014 года после окончания аренды в Венгрии получил статус «свободного агента» и покинул львовский клуб.
В ноябре 2014 года перешёл в польский клуб «Сандецья» из города Новы-Сонч. Контракт рассчитан до 31 декабря 2015 года с опцией продления.
18 февраля 2016 года по обоюдному согласию сторон расторг контракт с «Сандецьей» и покинул польский клуб. Карьеру продолжил в премьер лиговому клубе ЮАР «Фри Стэйт Старс». В марте 2017 подписал контракт с клубом Первой лиги Украины петровским «Ингульцом». В составе которого играл до конца 2019 года и провел 63 официальных матчах во всех турнирах, также вместе с командой дошел до финальной стадии национального кубка. В начале 2020 года перешёл в узбекский «Машал», а в марте следующего года снова стал игроком клуба первой польской лиги «Сандецья». В июле 2021 года подписал контракт с черновицким футбольным клубом «Буковина», за который выступал до завершения того же года и провел 17 официальных матчей (1 гол) во всех турнирах.

### Карьера в сборной
Выступал за молодежную команду Камеруна, в составе которой сыграл 8 матчей и отметился 3-мя голами.

## Достижения
- Финалист Кубка Украины (1): 2018/19
- Бронзовый призёр Первой лиги Украины (1): 2019/20 (1-я ч. с.)